# LGBTマーケティング
LGBTマーケティング  (英語: LGBT marketing）は LGBT (レズビアン、ゲイ、バイセクシャル、トランスジェンダー) の顧客へ向けたマーケティング活動のことで、専用広告と一般広告、LGBT組織やイベントへのスポンサー活動、マーケティングミックスのその他の要素などで行われている。LGBTマーケットは製品領域や国境を超えた広範囲の企業から製品やサービスを購入する顧客グループで構成される。

## 統計
ゲイ・レズビアンコミュニティに対するマーケティングは、ゲイ・レズビアンの市場に関する発表が出そろっていないため信用性の評価が充分に行われておらず、統計的な推定に未だ余地がある。とりわけ、ゲイ・リゾートやゲイ・レズビアン向け新聞の登録者を対象にした「簡易調査」（非無作為調査の一般的な表現）ではゲイの購買力に関して信じがたいような統計的推定結果が出る場合がある。マーケットにおけるゲイ・レズビアンの正確な人数は大体の調査において（常にではないが）不明である。
しかしながら、一部の国では国勢調査結果に基づき性的指向に基づく実体的人口統計（en）を含んだ公的データの公表を始めている。2000年の合衆国国勢調査では、同性のパートナーシップを調査数に入れることに関する質問項目が2つあり、アメリカ合衆国国勢調査局は合衆国内に658,000以上の同性間カップルが世帯として存在したという結果を公表している。
カナダ、イギリス、オーストラリア、スウェーデン、オランダにおける信用性の評価が高い人口調査の結果では、異性愛男性と比べて同性愛男性の収入が低いとの結果が出て、異性愛女性と比べて同性愛女性は高いとの結果が出た。

## 宣伝分野
現在では多くのLGBT顧客をもつブランドでも以前は社会的な層としての存在にそれほどの注目を行っていた訳ではなかった。旅行や金融サービス、アルコール産業、自動車産業、エンターテイメント、ヘア・アンド・スキンケア、高級製品、調剤、ファッションといった広告分野が主に存在する。例として、アメリカン航空はLGBTにターゲットを絞った旅行Webサイトが存在する。同様にLGBT顧客をベースにして製品やサービスを展開する新ブランドがいくつか出現している。その成功例として KJ Beckett や 2(x)ist（en）、ギンチゴンチ（Ginch Gonch）などがある。
数多くの国にLGBTマーケティングに特化したエージェントが存在し、LGBT顧客をターゲットにターゲットを広げる企業に対するサービスを行っている。イギリスにおいて15歳以上のLGBTマーケティングは比較的新しいマーケティング現象であり、オーストラリアやベルギーとオランダを含めたヨーロッパも同様である。2006年8月のタイム誌はヨーロッパにのブランド広告主におけるLGBT顧客をターゲットの関心が伸びている記事を掲載したとする。

## 論争
LGBTマーケティング戦略は賛否両論がある。アメリカのビール醸造会社のクアーズは1973年にLGBTコミュニティのボイコットを受けた。ボイコットは会社の敵対的行動に対する労働団体の抗議から始まり、アフリカ系アメリカ人やラテン系アメリカ人、LGBTコミュニティらなどが続いた。LGBTコミュニティの抗議は、反抗的な従業員に対して性的指向を訪ねる質問や、その際にポリグラフテストを度々使用していたクアーズの姿勢に対して異議を唱えるものであった。クアーズは数年に渡ってボイコットに沈黙を貫いたが、1978年にいくつかの改善を行い、1995年には同性愛に関する質問の廃止と、LGBT従業員に対するドメスティック・パートナーシップの適用拡大などの様々な対策を行った。クアーズはメアリー・チェイニーを広報マネージャーとして採用し、雑誌『アドヴォケート』やコロラド州デンバーのプライド・フェス（en）への広告掲載を行った。